# Rudolf Leuzinger
Rudolf Leuzinger, né le 17 décembre 1826 à Netstal et mort le 11 janvier 1896 à Mollis, est un cartographe suisse. Il est considéré comme l’un des cartographes les plus productifs et l'un des meilleurs interprètes des paysages de montagne et des formes géologiques.

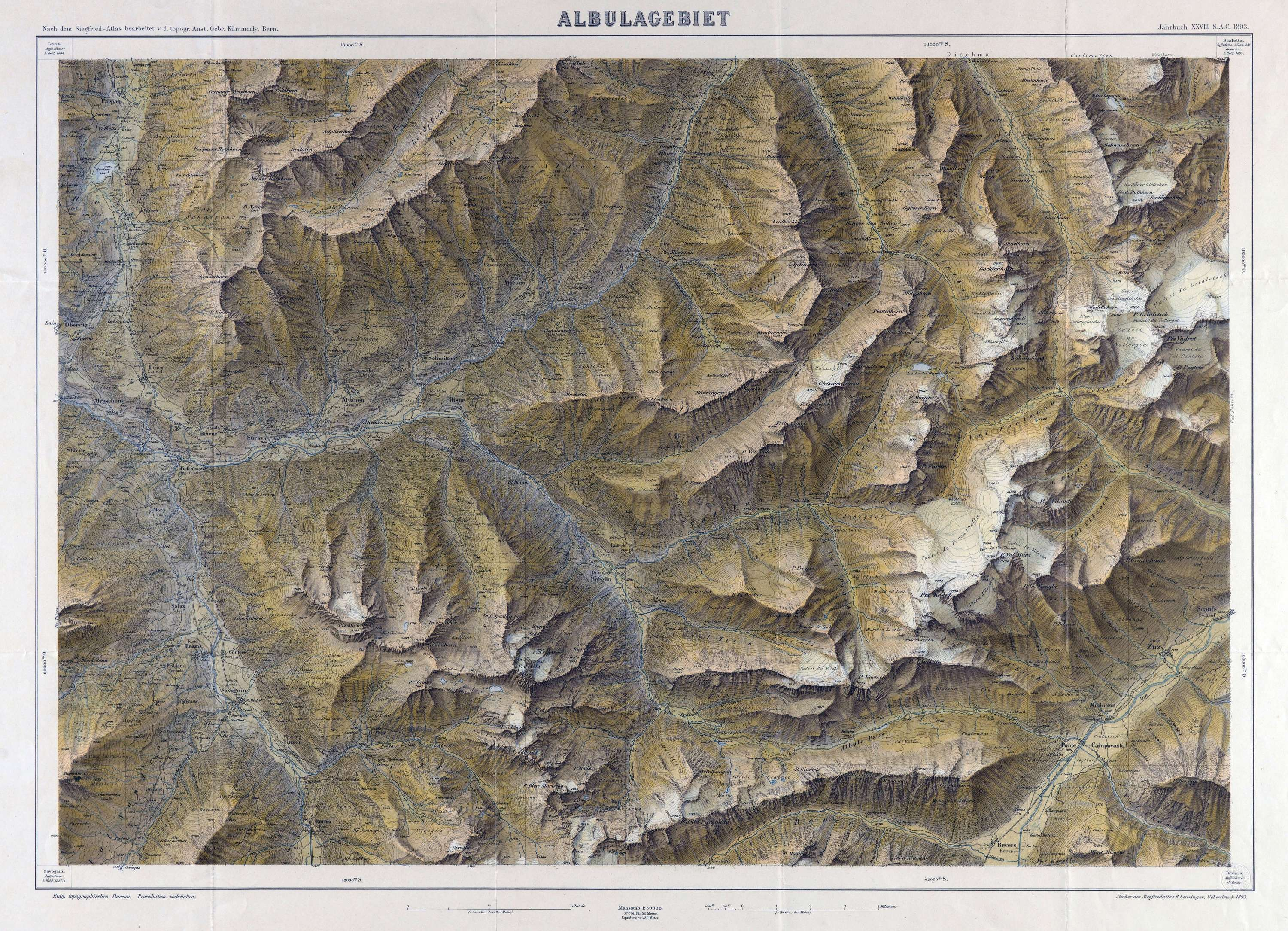
Carte de la région de l'Albula de 1893

## Biographie
Rudolf Leuzinger est le fils du maître menuisier Jakob Leuzinger et de Barbara Weber. Orphelin très jeune, il grandit à la colonie de la Linth, un établissement d'enseignement pour garçons pauvres près de Ziegelbrücke.
Il suit un apprentissage à Winterthour, dans l'atelier de cartographie de Jakob Melchior Ziegler, puis il y est engagé comme graveur de cartes. Il travaille notamment sur les cartes topographiques du canton de Saint-Gall et du canton d'Appenzell.
En 1859, il s'établit à son compte et fonde un bureau de cartographie et de lithographie à Glaris. Il se fait rapidement connaître pour ses productions de grande valeur scientifique et technique, en particulier pour ses gravures de cartes. En 1860, il est chargé par l'empereur Napoléon III de réaliser des cartes pour son Histoire de Jules César. Leuzinger vit quelque temps à Paris avant de retourner à Glaris. En 1861, à l'invitation du gouvernement bernois, il commence à travailler pour la Direction cantonale des forêts et de la construction de Berne, où il réalise plusieurs cartes scolaires, cartes touristiques et cartes accompagnant une série d'ouvrages scientifiques.
Lorsque le Club Alpin Suisse, nouvellement fondé en 1863, décide de publier des annuaires avec cartes, un nouveau champ de travail s'offre à Leuzinger. Il grave de nombreuses cartes touristiques et presque tous les volumes contiennent des œuvres de sa main. Les cartes touristiques sont souvent basées sur les photographies géodésiques originales du Bureau fédéral topographique. Leuzinger entretient donc une relation étroite avec cette institution, en particulier avec son directeur, le colonel Hermann Siegfried.
En 1868, l'Assemblée fédérale décide de publier un nouvel atlas topographique de la Suisse. Siegfried charge Leuzinger de réaliser les gravures de haute montagne sur la base des cartes originales de Dufour (carte Dufour) et de Siegfried lui-même (carte Siegfried).
En 1876, sa fille Rosina Susanna épouse Eduard Rubin, colonel suisse et inventeur de la balle à enveloppe entièrement métallique et des fusils militaires Schmidt-Rubin. Leuzinger meurt en 1896 d'une insuffisance cardiaque, à l'âge de 69 ans.

## Œuvre
Les plus de 300 cartes de Leuzinger sont reconnues pour leur exactitude, leur rigueur scientifique et leur talent artistique. Elles lui valent plusieurs prix nationaux et internationaux. Lors de son engagement dans l'atelier de Jakob Melchior Ziegler, il travaille entre autres sur les cartes topographiques du canton de Saint-Gall et du canton d'Appenzell (16 feuilles, 1849-1851), l'atlas de tous les continents (1851), l'atlas hypsométrique (1856) et la carte topographique de l'île de Madère (1856).

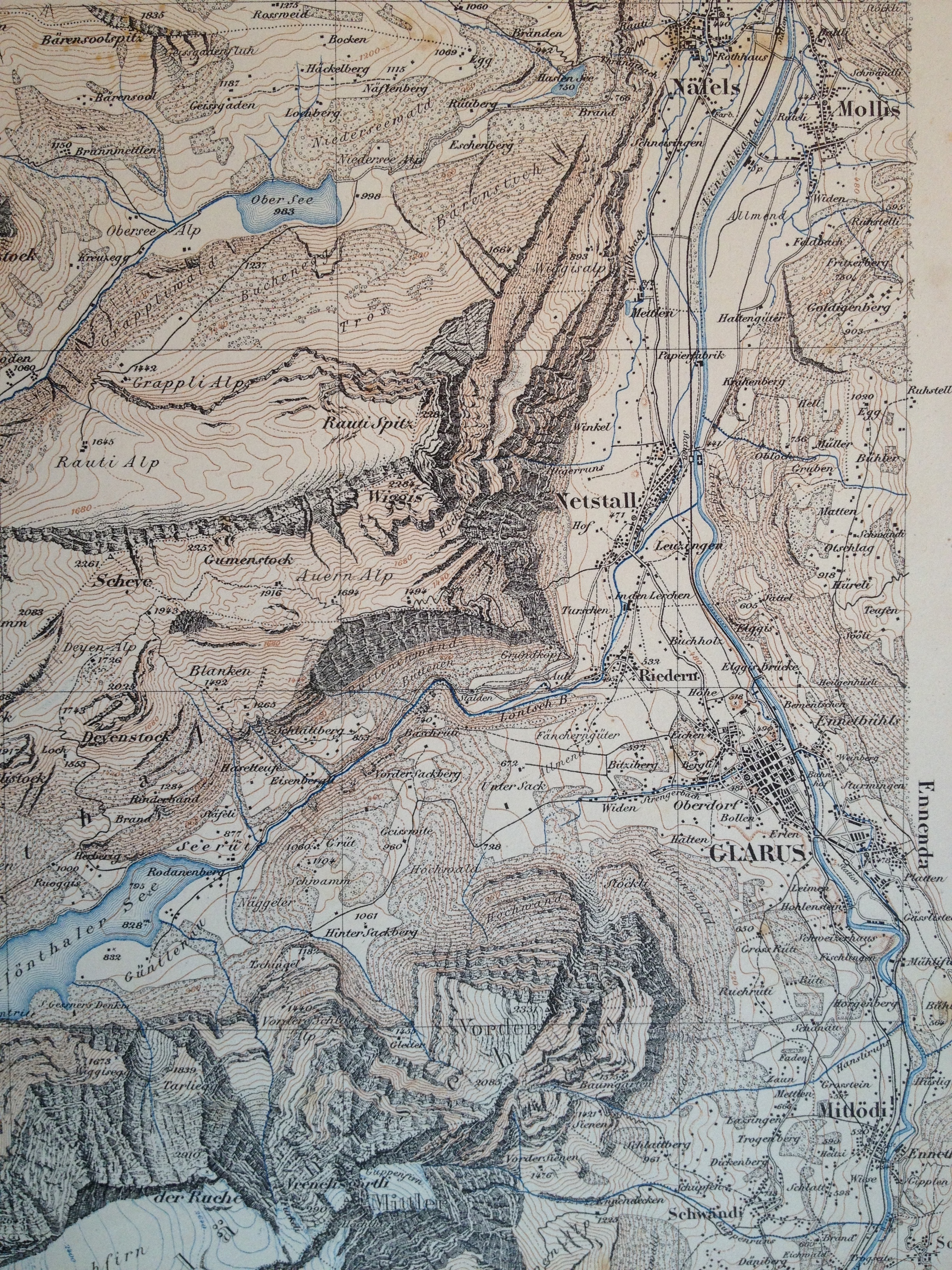
Lithographie de Rudolf Leuzinger sur la feuille 263 "Glaris" de l'Atlas topographique de la Suisse (Carte Siegfried), 1e édition, 1879

Leuzinger a réalisé 188 gravures monochromes pour les feuilles dédiées aux régions de haute montagne dans la carte Siegfried.
Grâce à la chalcographie (gravure sur cuivre) et à la lithographie, Leuzinger crée des cartes de la Suisse, des cantons d'Argovie, de Berne, de Fribourg, de Glaris, des Grisons, de Neuchâtel, de Saint-Gall et du Tessin ainsi que des cartes spéciales de la Suisse centrale, de l'Oberland bernois, de la région de Grindelwald, de la chaîne de l'Albula, du Rigi et de l'île de  Sumbawa.
S'y ajoutent la carte scolaire de la Suisse de 1895, une grande carte de la France, des cartes en relief de la Suisse, du sud de la Bavière, du Tyrol et de Salzbourg, de la Palestine, une carte de voyage de l'Italie du Nord, une carte ferroviaire de l'Europe, de petites cartes pour les guides de voyage de Baedeker et Meyer ainsi que le terrain dessiné sur les cartes des Travaux du Glacier du Rhône et sur la carte du Montblanc de Xaver Imfeld.